# Andreas Gößling
Andreas Gößling (* 1958 in Gelnhausen, Pseudonym: Pietro Bandini) ist ein deutscher Schriftsteller. Sein bisheriges Hauptwerk umfasst Romane und Erzählungen für erwachsene und jugendliche Leser sowie Sachbücher zu aktuellen, kultur- und mythengeschichtlichen Themen.

## Biographie
Andreas Gößling studierte Deutsche Literaturwissenschaft, Publizistik und Politikwissenschaft. Für seine Dissertation über Thomas Bernhards Romane erhielt er ein Stipendium der Studienstiftung des deutschen Volkes. Nach seiner Promotion zum Dr. phil. (1984) erhielt er ein Postdoktorandenstipendium der Deutschen Forschungsgesellschaft für ein dreijähriges Forschungsprojekt über Robert Walsers Romane. Das daraus resultierende Manuskript reichte er entgegen ursprünglicher Absicht nicht als Habilitationsschrift ein, da er sich gegen eine Hochschullaufbahn entschieden hatte, um fortan eigene Romane zu schreiben.
Als Autor wurde Andreas Gößling mit seinen beiden Romanen über die Kultur der alten Maya, Die Maya-Priesterin (2001) und Im Tempel des Regengottes (2003) bekannt, über die das ZDF für seine Reihe „RomanWelten“ an Originalschauplätzen der Romane den Dokumentarfilm „Die Rätsel der Maya. Eine Zeitreise nach Guatemala“ drehte. Mehrere Werke Gößlings beschäftigen sich als Roman oder Sachbuch mit dem haitianischen Voodoo.
Charakteristisch für Gößlings Romane ist die Verbindung von historischer Genauigkeit und mythisch-phantastischen Einschlägen sowie von literarischer Komplexität und suggestivem Suspense. Gößling hat zahlreiche Forschungsreisen unternommen, hauptsächlich im lateinamerikanischen und südostasiatischen Raum. Auch der europäischen Geschichte und Mythologie hat der Autor sich in seinen Romanen mehrfach angenommen, vor allem in seinen großen Romanen Faust, der Magier (2007) und, für jugendliche Leser, OPUS (2 Bände, 2010).
In seinen mythen- und kulturgeschichtlichen Sachbüchern hebt Gößling immer wieder die interkulturellen Gemeinsamkeiten von Archetypen, mythischen Gestalten und magischen oder religiösen Ritualen hervor, unter anderem in Drachenwelten (2003), einem groß angelegten Vergleich der Schöpfungsmythen verschiedener Kulturen und Epochen.
Andreas Gößling ist mit der Autorin und Übersetzerin Anne Löhr-Gößling verheiratet und lebt bei Berlin, wo er auch den Spezialverlag MayaMedia leitet.

## Werke

### Edition Marbuelis (Werkausgabe)
- Der Irrläufer. Roman. Ed. Marbuelis Bd. 1, 2020, ISBN 978-3-944488-40-0.
- Bernsteingrab. Roman. Ed. Marbuelis Bd. 2, 2020, ISBN 978-3-944488-38-7.
- Die Maya-Priesterin. Roman. Ed. Marbuelis Bd. 3, 2020, ISBN 978-3-944488-45-5.
- Im Tempel des Regengottes. Roman. Ed. Marbuelis Bd. 4, 2020, ISBN 978-3-944488-46-2.
- Der Alchimist von Krumau. Roman. Ed. Marbuelis Bd. 5, 2021, ISBN 978-3-944488-57-8.
- Dunkler Tanz. Voodoo-Roman. Ed. Marbuelis Bd. 6, 2020, ISBN 978-3-944488-39-4.
- Faust, der Magier. Roman. Ed. Marbuelis Bd. 7, 2020, ISBN 978-3-944488-47-9.
- U-Terminal. Ein Horrortrip. Roman. Ed. Marbuelis Bd. 8, 2020, ISBN 978-3-944488-41-7.
- Stunde der Mörder. Lyrik. Ed. Marbuelis Bd. 10, 2021, ISBN 978-3-944488-54-7.
- Voodoo. Götter, Zauber, Rituale. Sachbuch. Ed. Marbuelis Bd. 12, 2020, ISBN 978-3-944488-43-1.
- Teufelsjunge: Der Sohn des Alchimisten. Roman. Ed. Marbuelis Bd. 14, 2022, ISBN 978-3-944488-58-5.
- Die Dämonenpforte. Roman. Ed. Marbuelis, Bd. 17, 2022, ISBN 978-3-944488-60-8.
- OPUS: Das verbotene Buch. Roman. Ed. Marbuelis, Bd. 18, 2022, ISBN 978-3-944488-61-5.
- OPUS: Die Bücherjäger.  Roman. Ed. Marbuelis, Bd. 19, 2022, ISBN 978-3-944488-62-2.
- Hier bist du falsch!. Erzählungen. Ed. Marbuelis, Bd. 9, 2023, ISBN 978-3-944488-63-9.

### Belletristik (Originalausgaben)
- Irrlauf. Ein literarischer Psychothriller. 1993, ISBN 3-86124-158-7.
- Die Maya-Priesterin. Roman vom Untergang des letzten Maya-Königreichs. 2001, ISBN 3-453-47076-1.
- Im Tempel des Regengottes. Ein schwarzromantisches Abenteuer. 2003, ISBN 3-8218-0878-0.
- Der Alchimist von Krumau. Roman aus der böhmischen Renaissance. 2004, ISBN 3-8218-0944-2.
- Dea Mortis. Der Tempel der dunklen Göttin. 2005, ISBN 3-426-66200-0.
- als Alex Kortner (Pseudonym): Dunkler Tanz. Ein Voodoo-Roman. 2006, ISBN 978-3-426-63363-2.
- Faust, der Magier. Roman. 2007, ISBN 978-3-352-00745-3.
- Der Ruf der Schlange. Fantasy-Thriller. 2010, ISBN 978-3-608-93875-3.
- Bernsteingrab. Thriller. 2014, ISBN 978-3-95569-232-2 (E-Book).
- Geisterschrein. Psychothriller. 2022, ISBN 978-3-426-52779-5.

### True-Crime-Thriller

#### Kira-Hallstein-Serie
- Wolfswut. True-Crime-Thriller. Droemer Knaur, München 2018, ISBN 978-3-426-52132-8.
- Drosselbrut. True-Crime-Thriller. Droemer Knaur, München 2019, ISBN 978-3-426-52341-4.
- Rattenflut. True-Crime-Thriller. Droemer Knaur, München 2020, ISBN 978-3-426-52502-9.

#### Z-Trilogie
- mit Michael Tsokos: Zerschunden. True-Crime-Thriller. Droemer Knaur, München 2015, ISBN 978-3-426-51789-5.
- mit Michael Tsokos: Zersetzt. True-Crime-Thriller. Droemer Knaur, München 2016, ISBN 978-3-426-51877-9.
- mit Michael Tsokos: Zerbrochen. True-Crime-Thriller. Droemer Knaur, München 2017, ISBN 978-3-426-51970-7.

### Kinder- und Jugendbuch
- Timmy im Finsterwald. Phantastischer Roman für Kinder ab acht Jahren. 1996, ISBN 3-522-16969-7.
- Tzapalil. Im Bann des Jaguars. Jugendroman aus der Maya-Welt. 2005, ISBN 3-401-05642-5.
- Der Sohn des Alchimisten. Ein Faust-Roman. 2007, ISBN 978-3-401-05884-9.
- Die Dämonenpforte. Fantasy-Roman. 2009, ISBN 978-3-570-30491-4.
- OPUS – Das verbotene Buch. Historischer Roman. Band 1, 2010, ISBN 978-3-414-82211-6.
- OPUS – Die Bücherjäger. Historischer Roman. Band 2, 2010, ISBN 978-3-414-82212-3.
- Goldfieber. Historischer Roman. 2011, ISBN 978-3-414-82213-0.
- Geheimagent auf Elfenjagd. Supernatural Secret Agency. Band 1, 2012, ISBN 978-3-570-30698-7.
- Die Rache der Vampirgeister. Supernatural Secret Agency. Band 2, 2012, ISBN 978-3-570-30699-4.
- Die Zwergen-Verschwörung. Supernatural Secret Agency. Band 3, 2012, ISBN 978-3-570-30781-6.

### Märchen und Mythen neu erzählt
- Das große Buch der Feen und Elfen. 2004, ISBN 3-426-66124-1.
- Drachen. 2007, ISBN 978-3-401-06097-2.

### Sachbuch
- Voodoo – Götter, Zauber, Rituale. 1999, ISBN 3-426-77733-9.
- Drachenwelten – Geister der Schöpfung und Zerstörung. 2003, ISBN 3-492-26502-2.
- Die Freimaurer – Weltverschwörer oder Menschenfreunde? 2007, ISBN 978-3-426-77991-0.
- Die Männlichkeitslücke. Warum wir uns um die Jungs kümmern müssen. 2008, ISBN 978-3-89883-199-4.
- Deutschland misshandelt seine Kinder. 2014 (Ko-Autor), ISBN 978-3-426-27616-7.